# نادي سيدني أوليمبيك
سيدني أوليمبيك هو نادي كرة قدم أسترالي تم إنشاؤه في سنة 1910 الميلادية وشارك في دوري نيو ساوث ويلز الممتاز الوطني.